# Недзіхи
Недзіхи (груз. ნეძიხი) — село в Грузії.
За даними перепису населення 2014 року в селі проживає 32 особи.